# 114 Tauri
114 Tauri, som är stjärnans Flamsteed-beteckning, är en ensam stjärna belägen i den mellersta delen av stjärnbilden Oxen, som också har Bayer-beteckningen o Tauri. Den har en skenbar magnitud på ca 4,88 och är svagt synlig för blotta ögat där ljusföroreningar ej förekommer. Baserat på parallaxmätning inom Hipparcosuppdraget på ca 5,22 mas, beräknas den befinna sig på ett avstånd på ca 620 ljusår (ca 192 parsek) från solen. Den rör sig bort från solen med en heliocentrisk radialhastighet av ca 17 km/s. Stjärnan ingår i OB-föreningen Cas-Tau för stjärnor med gemensam egenrörelse, och har en egenhastighet på 8,3 km/s.

## Egenskaper
114 Tauri är en blå till vit stjärna i huvudserien av spektralklass B2.5 V, även om Grenier et al. (1999) tilldelat den spektralklass B2.5 IV.  Den har en massa som är drygt 7 solmassor, en radie som är ca 4 solradier och utsänder ca 2 450 gånger mera energi än solen från dess fotosfär vid en effektiv temperatur på ca 20 700 K. Den har, för en stjärna av aktuell massa och ålder, en relativt låg projicerad rotationshastighet på 10 km/s.